# West Grove (Pennsylvanie)
West Grove est un borough situé au sud-ouest du comté de Chester, en Pennsylvanie, aux États-Unis,. En 2010, il comptait une population de 2 854 habitants. Il est incorporé le 15 juin 1894.

## Démographie
Lors du recensement de 2010, le borough comptait une population de 2 854 habitants. Elle est estimée, en 2019, à 2 836 habitants.

### Source de la traduction
- (en) Cet article est partiellement ou en totalité issu de l’article de Wikipédia en anglais intitulé « West Grove, Pennsylvania » (voir la liste des auteurs).